# Leipziger Straße 1d (Magdeburg)

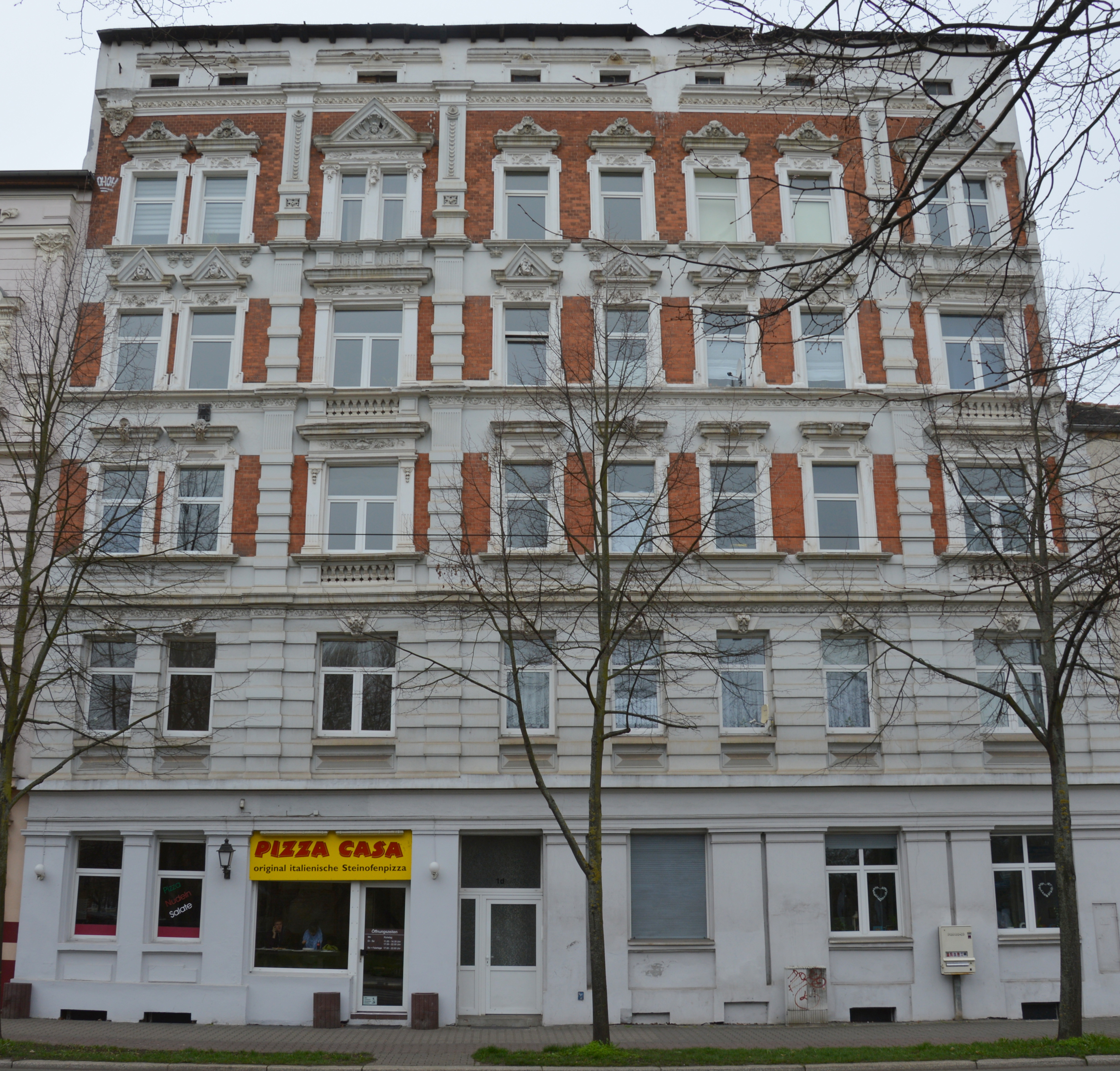
Wohn- und Geschäftshaus Leipziger Straße 1d

Das Haus Leipziger Straße 1d ist ein denkmalgeschütztes Wohn- und Geschäftshaus in Magdeburg in Sachsen-Anhalt.

## Lage
Es befindet sich auf der Westseite der Leipziger Straße im Magdeburger Sudenburg in einer Ecklage an der Einmündung der Hellestraße. Südlich grenzt das gleichfalls denkmalgeschützte Haus Leipziger Straße 2 an.

## Geschichte und Architektur
Das fünfgeschossige Gebäude wurde in der Zeit um 1880/1890 als Ziegelbau errichtet. Die achtachsige Fassade ist repräsentativ gegliedert und im Stil des Neobarock gestaltet. Die Außenseiten der Fassade sind mittels Pilastern in Form von Risaliten hervorgehoben.
Im örtlichen Denkmalverzeichnis ist das Wohn- und Geschäftshaus unter der Erfassungsnummer 094 82736 als Baudenkmal verzeichnet.
Das Gebäude gilt als typisches Beispiel eines großen Mietshauses der Gründerzeit und gilt aufgrund seiner Ecklage und im Zusammenhang mit dem benachbarten Haus Leipziger Straße 2 als prägend für das Straßenbild.